# Peleagonzalo
Peleagonzalo – gmina w Hiszpanii, w prowincji Zamora, w Kastylii i León, o powierzchni 13,29 km². W 2011 roku gmina liczyła 313 mieszkańców.